# 萨尔瓦多—墨西哥关系
萨尔瓦多－墨西哥关系（西班牙語：Relaciones El Salvador-México）是指萨尔瓦多和墨西哥之间的双边关系。两国于1838年建交。萨尔瓦多与墨西哥两国均在对方首都设立了大使馆。
历史上，两国均曾经隶属于西班牙帝国的殖民地新西班牙總督轄區，后于1821年独立，萨尔瓦多曾经是墨西哥第一帝国的一部分，直到1823年因萨尔瓦多加入中美洲聯合省而成为独立国家，现今，这两个国家都是加勒比国家联盟、拉美和加勒比国家共同体、美洲国家组织、伊比利亚－美洲国家组织和联合国的成员。
墨西哥也是萨尔瓦多前往美国的非法移民的一个主要的途经地。